# Таурирт
Таурирт (бербер. ⵜⴰⵡⵔⵉⵔⵜ; араб. تاوريرت) —— місто на північному сході Марокко. Розташоване в Східному регіоні країни біля кордону з Алжиром. Населення за переписом 2014 року становить 103 398 осіб.
Місто є важливим транспортним вузлом: залізниця з великих міст країни (Касабланки, Рабату, Фесу) проходить на схід саме крізь Таурирт. Також у місті зупиняються автобусні маршрути, що прямують з околиць міста Надор. Між Тауриртом та Надором існує також і залізничне сполучення, що було прокладено 2009 року.
| Марокко | Це незавершена стаття з географії Марокко. Ви можете допомогти проєкту, виправивши або дописавши її. |